# Banda cittadina in UHF
La banda cittadina in UHF, spesso indicata in inglese come UHF CB, è un servizio di banda radio cittadina con licenza di classe autorizzato dai governi di Australia, Nuova Zelanda, Vanuatu, e Malaysia nella banda dei 477 MHz in UHF. La banda cittadina in UHF dispone di 77 canali, compresi 32 canali (16 di uscita, 16 di ingresso) assegnati alle stazioni ripetitrici. Concettualmente, è simile al General Mobile Radio Service negli Stati Uniti d'America.

## Strumentazione
I modelli dei dispositivi per gli utenti sono simili a quelli dei ricetrasmettitori commerciali mobili terrestri, tranne per il fatto che la massima potenza in uscita consentita per legge è 5 watt. Sono consentite antenne esterne e le antenne prodotte commercialmente hanno guadagni fino a 12 dB. Sono consentiti ricetrasmettitori portatili e hanno potenze di trasmissione comprese tra 500 mW e 5 W (massima potenza consentita legalmente) e sono relativamente economici rispetto ai ricetrasmettitori a grandezza normale. Il funzionamento nella banda è ristretto ai modi di emissione F3E e G3E (FM o PM della fonia vocale analogica) esclusi i canali 22 e 23, che sono solo per i modi di trasmissione dati.

## Licenza
Licenza di classe significa che gli utenti non devono richiedere una licenza o pagare un canone; tuttavia, devono rispettare i regolamenti della licenza di classe.
È illegale utilizzare radio non standard acquistate all'estero perché interferiscono con i servizi mobili terrestri autorizzati. Ciò include dispositivi per servizi radio personali all'estero poiché esso non condividono gli stessi piani di ripartizione delle frequenze, la stessa potenza e gli stessi canali della banda cittadina in UHF. È necessario prestare attenzione quando si importano radio dall'estero per assicurarsi che siano conformi alle normative locali. Le radio approvate sono identificate da uno standard australiano, "C Tick", che di solito è indicato su un'etichetta o su un adesivo della radio.

## Scansione
Molte radio per la banda cittadina in UHF consentono all'utente di scansionare i canali per trovare una conversazione. Possono essere fornite diverse modalità di scansione:
Scansione aperta esegue la scansione di tutti gli 80 canali per trovare una conversazione attiva. Alcune radio consentono di saltare dei canali selezionati durante la scansione.
Scansione di gruppo esegue la scansione di un piccolo numero di canali selezionati. Per esempio, un guidatore di camper che viaggia per un paese può scegliere la scansione di gruppo con i canali 40 (canale dedicato ai viaggi in strada), 18 (canale dedicato ai camper) e 5 (canale di emergenza) in modo da ascoltare tutte le conversazioni relative ai suoi viaggi.
Scansione con priorità consente la selezione di un canale "prioritario" durante la scansione di un piccolo numero di canali selezionati. Ciò potrebbe essere utile per un convoglio di auto in cui i veicoli possono impostare il proprio canale dedicato al convoglio come canale prioritario durante la scansione del canale per veicoli in strada dedicato agli aggiornamenti sul traffico: se un membro del proprio convoglio parla, la radio tornerà sempre al canale prioritario anche se qualcuno sta parlando su un altro canale.

## Chiamata selettiva
Una chiamata selettiva consente a una radio di chiamare un'altra radio utilizzando una sequenza di toni, solitamente presentata all'utente come una serie di 5 numeri. Le radio per la banda cittadina in UHF possono essere impostati per essere completamente silenziose fino a quando non ricevono una serie di toni corrispondenti a una sequenza preprogrammata. Le radio che hanno questa funzione di solito indicano che è stata ricevuta una chiamata emettendo un certo numero di bip e aprendo lo squelch. La popolarità delle chiamate selettive è diminuita dall'introduzione di CTCSS.

## Toni subaudio (CTCSS)
I toni subaudio, o sistema di squelch codificato con toni continui, noto come CTCSS - Continuous Tone-Coded Squelch System, permettono a un gruppo di radio impostate con lo stesso tono di conversare su un canale senza ascoltare le altre radio che utilizzano tale canale. Il sistema dei toni subaudio può essere utilizzato per silenziare una radio fino a quando un'altra radio è in trasmissione con lo stesso tono. Questo permette di monitorare un canale per trasmissioni da radio impostate con lo stesso tono senza ascoltare altre conversazioni che utilizzano toni diversi o addirittura assenti.
Sulla banda cittadina in UHF, per i ripetitori o per i canali dedicati alle emergenze l'uso dei toni subaudio non è permesso.

## Ripetitori
I ripetitori estendono il raggio di una trasmissione ricevendo e ritrasmettendo automaticamente la trasmissione utilizzando un'antenna situata in una posizione elevata, normalmente in cima a una montagna, o su un edificio alto o su una torre per radio. Mediante l'utilizzo di un ripetitore, talvolta si può ottenere un raggio di più di 100 chilometri (60 miglia). I ripetitori si trovano sui canali 1–8 e 41–48 e, per accedere a un ripetitore, deve essere premuto il pulsante di duplex.

## Segnaletica
È pratica comune installare cartelli nella parte posteriore dei camper e delle roulotte e in corrispondenza di cantieri, cantieri stradali, autostrade regionali, parchi nazionali e stazioni di controllo per veicoli pesanti allo scopo di pubblicizzare il canale UHF su cui comunicare. Ad esempio, durante i lavori di allargamento della M1 Pacific Motorway tra Sydney e Newcastle, gli appaltatori installarono cartelli con la scritta "UHF 29" al punto di ingresso di ogni cantiere.

## Utilizzo dei canali

### Canali legalmente limitati
I seguenti canali dal punto di vista legale sono parte dalle licenza di classe per la banda cittadina in UHF secondo l'ACMA (Australian Communications and Media Authority).
- Il canale 5 e il canale 35 sono i canali dedicati alle emergenze in Australia, Vanuatu e Malaysia e non devono essere utilizzati, tranne che durante un'emergenza. Effettuare una chiamata di emergenza comporta il passaggio della radio al canale 5 con duplex attivo e poi riprovare con duplex non attivo in assenza di risposta. In Nuova Zelanda i canali 5 e 35 non sono canali di emergenza e sono disponibili per l'uso generale in modalità duplex (con un ripetitore). In Nuova Zelanda, se si utilizza UHF PRS per le emergenze, si fa affidamento su qualcuno che ascolta sullo stesso canale. Scansionare tutti i canali prima di richiedere assistenza.
- Il canale 9 è il canale dedicato alle emergenze in Malaysia.
- Il canale 11 è il 'canale di chiamata' e deve essere usato soltanto per avviare chiamate con un'altra persona, la quale dovrebbe organizzare rapidamente un altro canale libero per continuare la discussione.
- Il canale 22 e il 23 devono essere utilizzati solo per telemetria e telecomandi.  I dati Packet e le trasmissioni a voce non sono consentiti.
- I canali 61, 62 e 63 sono riservati per future allocazioni e la trasmissione su questi canali non è consentita.

### Canali utilizzati per consenso
I seguenti canali dal punto di vista legale non sono parte dalle licenza di classe tuttavia vengono utilizzati per i seguenti scopi per consenso.
- Il canale 10, tipicamente, viene utilizzato dai club 4WD (club di appassionati di fuoristrada, dove è possibile anche reperire ricambi e accessori) quando ci si trova in un convoglio e nei parchi nazionali. Questo canale viene utilizzato viene utilizzato per evitare interferenze con le comunicazioni di sicurezza stradale sui canali 29 o 40. Se non si è in un convoglio si consiglia di utilizzarne solo i canali 29 o 40, a seconda della strada in questione.
- Il canale 18 è il canale tipicamente utilizzato dai viaggiatori dei convogli di camper e roulotte.
- Il canale 29 è il canale dedicato alla sicurezza stradale sulla M1 Pacific Motorway ed Highway tra Tweed Heads e Newcastle in Nuovo Galles del Sud. Viene utilizzato a causa di una società di trasporti che ha percorso questa strada utilizzando sempre questo canale. Altri conducenti sono passati dal canale 40 al canale 29 per parlare con loro ed è diventata una consuetudine. Questa usanza persiste anche se la compagnia di trasporti originaria non esiste più.
- Il canale 40 è il principale canale di sicurezza stradale in tutta l'Australia, più comunemente utilizzato dai camion, inclusi i veicoli di guida/di scorta per carichi di grandi dimensioni.[5][6]

Gli utenti dovrebbero essere consapevoli che i canali da 31 a 38 e da 71 a 78 della banda cittadina in UHF sono canali d''ingresso' per i ripetitori. Dunque, gli utenti dovrebbero evitare di utilizzare questi canali per evitare di interferire con i ripetitori. Se deve essere utilizzato un ripetitore, passare ai canali 1–8 o 41–48 e premere il pulsante di duplex.

## Piano di ripartizione delle frequenze (band plan) per la banda cittadina in UHF

### Espansione a 80 canali
Il 27 maggio 2011 la spaziatura dei canali sulla banda cittadina in UHF venne cambiata, consentendo alla banda di espandersi da 40 a 80 canali. Due to data channels 22 and 23 occupying 25 kHz bandwidth, the expansion effectively allows the use of 77 channels, as channels 61, 62 and 63 are reserved.
In origine, l'ACMA (Australian Communications and Media Authority) intendeva rendere illegale l'uso delle vecchie radio UHF a 40 canali sulla spaziatura di 25 kHz da giugno 2017. Tuttavia, nel febbraio 2017, ha annullato questa decisione dopo aver accertato che i due sistemi funzionavano bene l'uno contemporaneamente all'altro.

### Piano di ripartizione delle frequenze (band plan) corrente (80 canali) per la banda cittadina in UHF
I canali per conversazioni generiche vengono utilizzati in modalità simplex, mentre i canali dei ripetitori devono essere utilizzati in modalità duplex. Se non si sta utilizzando un ripetitore è consigliato scegliere un canale per "conversazioni generiche".
| Nome Canale: | Frequenza: | Impiego: | Spaziatura in frequenza: |
| ------------ | ---------- | --- | ------------------------ |
| Canale 1     | 476,4250   | Canale per ripetitori | 12,5 kHz                 |
| Canale 2     | 476,4500   | Canale per ripetitori | 12,5 kHz                 |
| Canale 3     | 476,4750   | Canale per ripetitori | 12,5 kHz                 |
| Canale 4     | 476,5000   | Canale per ripetitori | 12,5 kHz                 |
| Canale 5     | 476,5250   | Uscita ripetitori per emergenze (in Nuova Zelanda non è un canale di emergenza)                                                              | 12,5 kHz                 |
| Canale 6     | 476,5500   | Canale per ripetitori | 12,5 kHz                 |
| Canale 7     | 476,5750   | Canale per ripetitori | 12,5 kHz                 |
| Canale 8     | 476,6000   | Canale per ripetitori | 12,5 kHz                 |
| Canale 9     | 476,6250   | Canale per conversazioni generiche | 12,5 kHz                 |
| Canale 10    | 476,6500   | Club 4WD o convogli e parchi nazionali. | 12,5 kHz                 |
| Canale 11    | 476,6750   | Canale di chiamata | 12,5 kHz                 |
| Canale 12    | 476,7000   | Canale per conversazioni generiche | 12,5 kHz                 |
| Canale 13    | 476,7250   | Canale per conversazioni generiche | 12,5 kHz                 |
| Canale 14    | 476,7500   | Canale per conversazioni generiche | 12,5 kHz                 |
| Canale 15    | 476,7750   | Canale per conversazioni generiche | 12,5 kHz                 |
| Canale 16    | 476,8000   | Canale per conversazioni generiche | 12,5 kHz                 |
| Canale 17    | 476,8250   | Canale per conversazioni generiche | 12,5 kHz                 |
| Canale 18    | 476,8500   | Canale per convogli di roulotte e camper | 12,5 kHz                 |
| Canale 19    | 476,8750   | Canale per conversazioni generiche | 12,5 kHz                 |
| Canale 20    | 476,9000   | Canale per conversazioni generiche | 12,5 kHz                 |
| Canale 21    | 476,9250   | Canale per conversazioni generiche | 12,5 kHz                 |
| Canale 22    | 476,9500   | Solo telemetria e telecomandi (no voce o dati)                                                                                               | 25 kHz                   |
| Canale 23    | 476,9750   | Solo telemetria e telecomandi (no voce o dati)                                                                                               | 25 kHz                   |
| Canale 24    | 477,0000   | Canale per conversazioni generiche | 12,5 kHz                 |
| Canale 25    | 477,0250   | Canale per conversazioni generiche | 12,5 kHz                 |
| Canale 26    | 477,0500   | Canale per conversazioni generiche | 12,5 kHz                 |
| Canale 27    | 477,0750   | Canale per conversazioni generiche | 12,5 kHz                 |
| Canale 28    | 477,1000   | Canale per conversazioni generiche | 12,5 kHz                 |
| Canale 29    | 477,1250   | Canale per la sicurezza stradale Pacific Hwy/Mwy tra Brisbane (Queensland) e Sydney (Nuovo Galles del Sud) e canale normale in Nuova Zelanda | 12,5 kHz                 |
| Canale 30    | 477,1500   | Emittenti, meteorologia, ecc. nella banda cittadina in UHF                                                                                   | 12,5 kHz                 |
| Canale 31    | 477,1750   | Ingresso ripetitori | 12,5 kHz                 |
| Canale 32    | 477,2000   | Ingresso ripetitori | 12,5 kHz                 |
| Canale 33    | 477,2250   | Ingresso ripetitori | 12,5 kHz                 |
| Canale 34    | 477,2500   | Ingresso ripetitori | 12,5 kHz                 |
| Canale 35    | 477,2750   | Ingresso ripetitori per emergenze (in Nuova Zelanda non è un canale di emergenza)                                                            | 12,5 kHz                 |
| Canale 36    | 477,3000   | Ingresso ripetitori | 12,5 kHz                 |
| Canale 37    | 477,3250   | Ingresso ripetitori | 12,5 kHz                 |
| Canale 38    | 477,3500   | Ingresso ripetitori | 12,5 kHz                 |
| Canale 39    | 477,3750   | Canale per conversazioni generiche | 12,5 kHz                 |
| Canale 40    | 477,4000   | Canale per la sicurezza stradale in tutta l'Australia                                                                                        | 12,5 kHz                 |
| Canale 41    | 476,4375   | Canale per ripetitori | 12,5 kHz                 |
| Canale 42    | 476,4625   | Canale per ripetitori | 12,5 kHz                 |
| Canale 43    | 476,4875   | Canale per ripetitori | 12,5 kHz                 |
| Canale 44    | 476,5125   | Canale per ripetitori | 12,5 kHz                 |
| Canale 45    | 476,5375   | Canale per ripetitori | 12,5 kHz                 |
| Canale 46    | 476,5625   | Canale per ripetitori | 12,5 kHz                 |
| Canale 47    | 476,5875   | Canale per ripetitori | 12,5 kHz                 |
| Canale 48    | 476,6125   | Canale per ripetitori | 12,5 kHz                 |
| Canale 49    | 476,6375   | Canale per conversazioni generiche | 12,5 kHz                 |
| Canale 50    | 476,6625   | Canale per conversazioni generiche | 12,5 kHz                 |
| Canale 51    | 476,6875   | Canale per conversazioni generiche | 12,5 kHz                 |
| Canale 52    | 476,7125   | Canale per conversazioni generiche | 12,5 kHz                 |
| Canale 53    | 476,7375   | Canale per conversazioni generiche | 12,5 kHz                 |
| Canale 54    | 476,7625   | Canale per conversazioni generiche | 12,5 kHz                 |
| Canale 55    | 476,7875   | Canale per conversazioni generiche | 12,5 kHz                 |
| Canale 56    | 476,8125   | Canale per conversazioni generiche | 12,5 kHz                 |
| Canale 57    | 476,8375   | Canale per conversazioni generiche | 12,5 kHz                 |
| Canale 58    | 476,8625   | Canale per conversazioni generiche | 12,5 kHz                 |
| Canale 59    | 476,8875   | Canale per conversazioni generiche | 12,5 kHz                 |
| Canale 60    | 476,9125   | Canale per conversazioni generiche | 12,5 kHz                 |
| Canale 61    | 476,9375   | Riservato a causa della larghezza di banda delle trasmissioni dati sui canali 22 & 23                                                        | -                        |
| Canale 62    | 476,9625   | Riservato a causa della larghezza di banda delle trasmissioni dati sui canali 22 & 23                                                        | -                        |
| Canale 63    | 476,9875   | Riservato a causa della larghezza di banda delle trasmissioni dati sui canali 22 & 23                                                        | -                        |
| Canale 64    | 477,0125   | Canale per conversazioni generiche | 12,5 kHz                 |
| Canale 65    | 477,0375   | Canale per conversazioni generiche | 12,5 kHz                 |
| Canale 66    | 477,0625   | Canale per conversazioni generiche | 12,5 kHz                 |
| Canale 67    | 477,0875   | Canale per conversazioni generiche | 12,5 kHz                 |
| Canale 68    | 477,1125   | Canale per conversazioni generiche | 12,5 kHz                 |
| Canale 69    | 477,1375   | Canale per conversazioni generiche | 12,5 kHz                 |
| Canale 70    | 477,1625   | Canale per conversazioni generiche | 12,5 kHz                 |
| Canale 71    | 477,1875   | Ingresso ripetitori | 12,5 kHz                 |
| Canale 72    | 477,2125   | Ingresso ripetitori | 12,5 kHz                 |
| Canale 73    | 477,2375   | Ingresso ripetitori | 12,5 kHz                 |
| Canale 74    | 477,2625   | Ingresso ripetitori | 12,5 kHz                 |
| Canale 75    | 477,2875   | Ingresso ripetitori | 12,5 kHz                 |
| Canale 76    | 477,3125   | Ingresso ripetitori | 12,5 kHz                 |
| Canale 77    | 477,3375   | Ingresso ripetitori | 12,5 kHz                 |
| Canale 78    | 477,3625   | Ingresso ripetitori | 12,5 kHz                 |
| Canale 79    | 477,3875   | Canale per conversazioni generiche | 12,5 kHz                 |
| Canale 80    | 477,4125   | Canale per conversazioni generiche | 12,5 kHz                 |

## Nuova Zelanda
La Nuova Zelanda offre un servizio simile al servizio PRS (Personal Radio Service). Il servizio PRS e le radio per la banda cittadina a 26 MHz e 27 MHz in Nuova Zelanda sono molto simili ai servizi di banda cittadina in UHF e di banda cittadina in Australia.
Il Ministero del Commercio del governo della Nuova Zelanda ha introdotto il servizio PRS in UHF nel 1996 per consentire comunicazioni wireless a corto raggio disponibili liberamente al di fuori della banda cittadina a 26 MHz. È stata selezionata la banda UHF (ma non la banda VHF) a causa della sua capacità di resistere alle interferenze atmosferiche e a quelle associate alla propagazione per onda di terra, a differenza dell'allocazione esistente a 26e 27 MHz.